# Samochód Super 1600

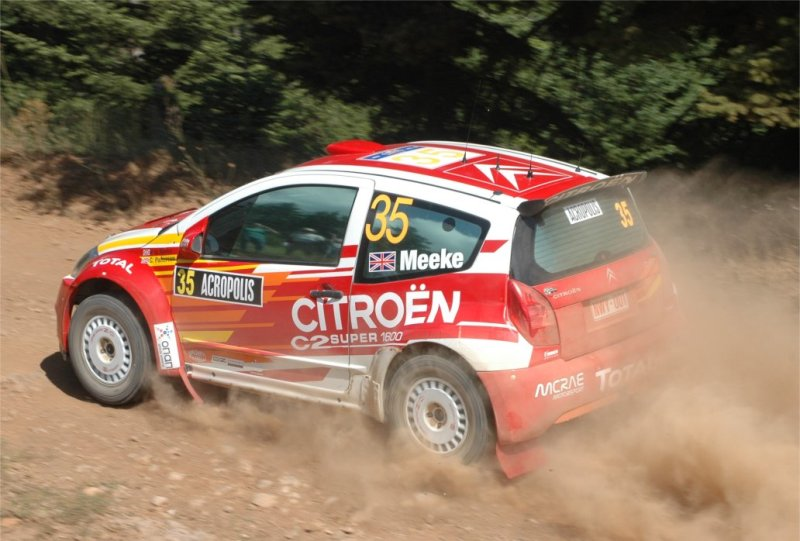
Citroën C2 S1600

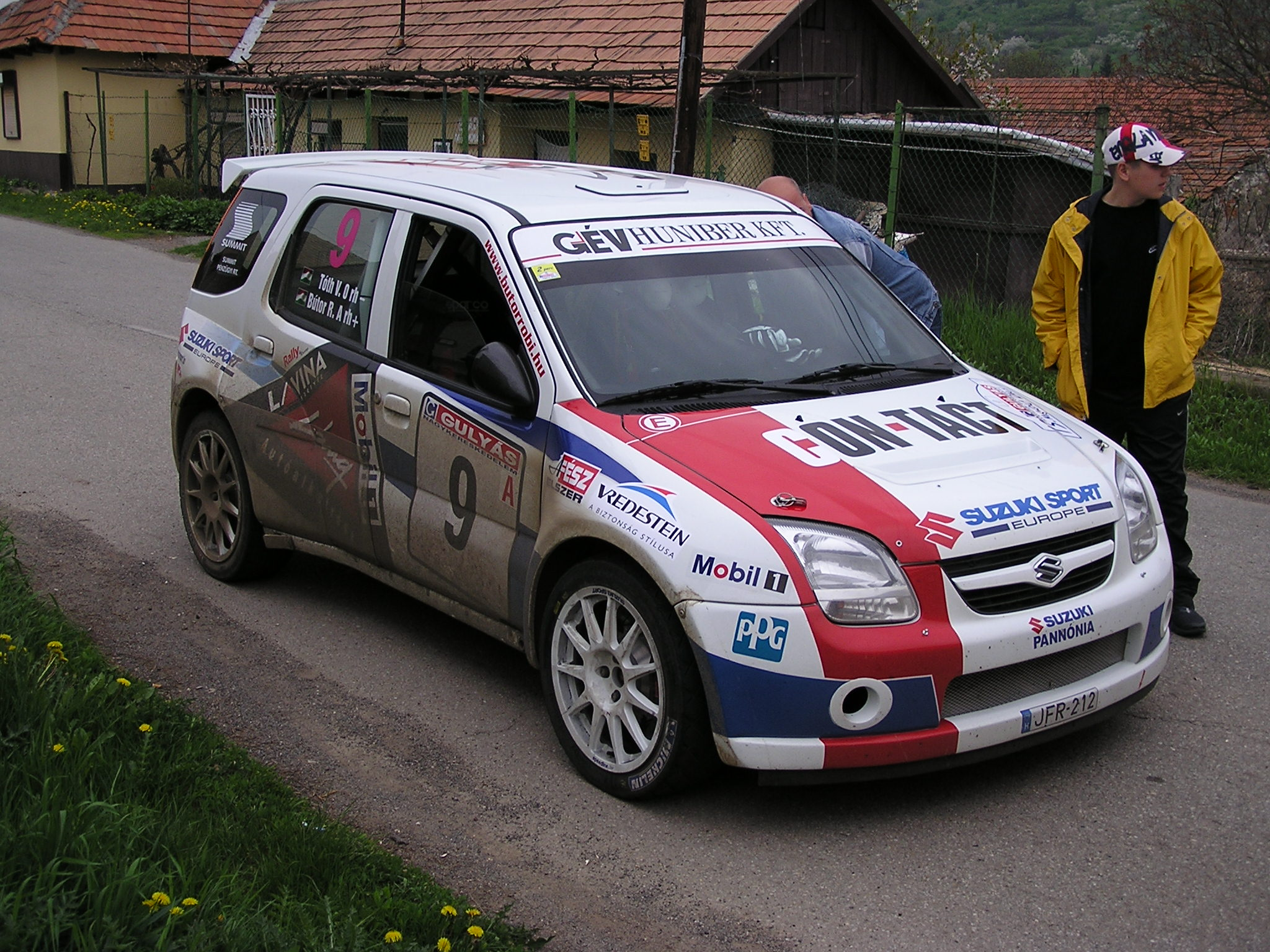
Suzuki Ignis S1600

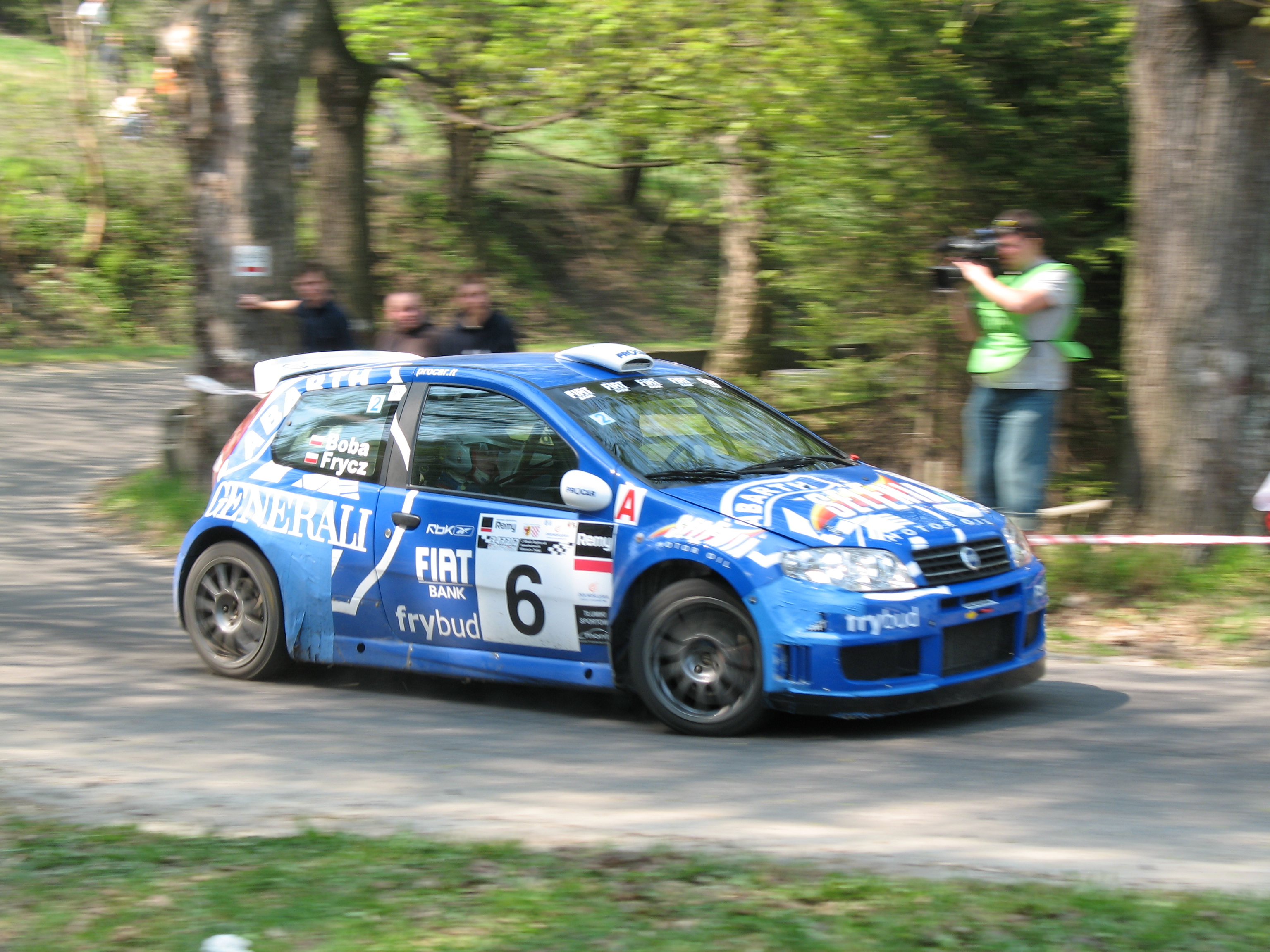
Fiat Punto S1600

Samochody klasy Super 1600 – samochody rajdowe należące do grupy A6. Posiadają one silniki o pojemności skokowej 1,6 litra, bez turbodoładowania. Jednostki te dzięki zaawansowanej technologii i dość krótkiej żywotności osiągają około 220 KM lub więcej. Samochody te mają napęd na przednie koła przenoszony za pomocą sekwencyjnej skrzyni biegów (zmiana następuje poprzez popychanie lub pociągnięcie dźwigni, co odpowiada redukcji lub włączeniu wyższego biegu, sprzęgła używa się tylko na starcie), posiadają także tzw. szperę (rodzaj mechanizmu różnicowego) ułatwiającą dostosowanie przeniesienia napędu do nawierzchni. Samochody klasy Super 1600 budowane są w oparciu o auta segmentu rynkowego B, czyli samochodów małych, choć ich pokrewieństwo z ich "cywilnymi" odmianami jest niewielkie. Auta tej klasy startowały w ramach JWRC (Rajdowe Mistrzostwa Świata Juniorów, zawodników obowiązywało ograniczenie wiekowe do 29 lat) do końca sezonu 2010. Rajdówki te charakteryzują się nerwowym sposobem prowadzenia się, dźwiękiem wysokoobrotowego silnika i "klejeniem się" do asfaltu. Na suchym i równym asfalcie są konkurencyjne nawet dla samochodów klasy N4 o większej mocy i napędzie na cztery koła, ale i większej masie.
Przykłady samochodów klasy Super 1600
- Suzuki Ignis S1600
- Suzuki Swift S1600
- Ford Fiesta S1600
- Fiat Punto S1600
- Fiat Palio S1600
- Opel Corsa S1600
- Renault Clio S1600
- Volkswagen Polo S1600
- Ford Puma S1600
- Ford Fiesta S1600
- Citroën Saxo S1600
- Citroën C2 S1600
- Peugeot 206 S1600
- MG ZR S1600
- Alfa Romeo 147 S1600

Rajdówki klasy Super 1600 w założeniu miały kosztować nie więcej niż 100 tys. euro, powszechnie jednak wiadomo, że obecnie są nawet dwa razy droższe. 
Polacy, którzy startowali samochodami tego typu:
- Grzegorz Grzyb (Suzuki Swift S1600, Suzuki Ignis S1600, Peugeot 206 S1600)
- Michał Kościuszko (Suzuki Swift S1600, Suzuki Ignis S1600, Opel Corsa S1600)
- Sebastian Frycz (Fiat Punto S1600, Opel Corsa S1600)
- Mariusz Pelikański (Peugeot 206 S1600)
- Piotr Adamus (Peugeot 206 S1600, Opel Corsa S1600)
- Damian Jurczak (Fiat Punto S1600)
- Dariusz Chudobiński (Suzuki Ignis S1600)
- Norbert Guzek (Citroen C2 S1600, Ford Puma S1600)
- Marcin Mucha (Volkswagen Polo S1600, Suzuki Ignis S1600)
- Dariusz Poloński (Peugeot 206 S1600)
- Waldemar Doskocz (Opel Corsa S1600)
- Jarosław Pineles (Opel Corsa S1600)
- Zbigniew Gabryś (Volkswagen Polo S1600)
- Piotr Maciejewski (Suzuki Swift S1600, Volkswagen Polo S1600)
- Robert Kubica (Renault Clio S1600)
- Jan Chmielewski (Citroen C2 S1600)
- Kajetan Kajetanowicz (Peugeot 206 S1600)